# Hansjörg Farbmacher
Hansjörg Farbmacher (* 20. September 1940 in Innsbruck; † 14. März 1982 in Sistrans) war ein österreichischer Skilangläufer und Biathlet.
Ende der 1950er-Jahre wurde der Polizist in den erweiterten Kader der österreichischen Langlauf-Nationalmannschaft aufgenommen, bestritt aber auch immer wieder Wettkämpfe im Biathlon. Farbmachers erstes Großereignis war die Biathlon-Weltmeisterschaft 1963 in Seefeld in Tirol, wo er 20. im Einzel und Sechster mit der Staffel wurde. Bei den Olympischen Winterspielen 1964 in Innsbruck, in unmittelbarer Nähe seines Heimatortes Sistrans, nahm er in beiden Sportarten teil. Im Biathlon-Einzel wurde er als bester Österreicher 28., im Skilanglauf belegte er über 30 Kilometer den 36. Platz und mit Günther Rieger, Anton Kogler und Andreas Janc im Staffelwettbewerb Platz elf. Vier Jahre später startete er nochmals bei den Spielen in Grenoble und wurde über 30 Kilometer im Skilanglauf 50. Bei den Biathlon-Weltmeisterschaften 1975 in Antholz lief Farbmacher auf den 57. Platz im Sprint, wurde 53. im Einzel und mit Ernst Esletzbichler, Manfred Fux und Johann Siegele 16. im Staffelrennen. In den Jahren 1962, 1963, 1965, 1966, 1967, 1969 und 1970 wurde er mit der Tiroler Langlaufstaffel Österreichischer Staatsmeister. 1969 und 1970 lief in dieser Staffel auch sein jüngerer Bruder Klaus mit. Im Jahr 1975 wurde er Österreichischer Staatsmeister im Biathlon über 10 Kilometer.